# Pablo Valcarce
Pablo Valcarce Vidal (ur. 3 lutego 1993 w Ponferradzie) – hiszpański piłkarz występujący na pozycji napastnika w SD Ponferradina.